# Höhbeck
Höhbeck település Németországban, azon belül Alsó-Szászország tartományban. Lakosainak száma 671 fő (2023. december 31.). Höhbeck Gartow és Gorleben községekkel határos.

## Népesség
A település népességének változása:
| Lakosok száma | 687  | 642  | 638  | 631  | 658  | 671  |
|               | 2010 | 2016 | 2019 | 2021 | 2022 | 2023 |